# Проскурина, Светлана Николаевна
Светлана Николаевна Проскурина (Колганова; род. 27 мая 1948, с. Кривец, Новгородская область) — советский и  российский кинорежиссёр, сценарист, продюсер.

## Биография
Родилась в селе Кривец Новгородской области.
Училась в ЛГИТМиКе на заочном отделении театроведческого факультета в мастерской Л. Гительмана, окончила обучение в 1976 году. Работала в качестве ассистента режиссёра и второго режиссёра на киностудии «Ленфильм». В 1981 году получила диплом кинорежиссёра, окончив высшие курсы сценаристов и режиссёров (мастерская Юлия Карасика), и продолжила работу на Ленфильме в качестве режиссёра-постановщика.
Дебютировала в качестве кинорежиссёра в 1982 году короткометражным фильмом «Родительский день». В 1990 году её фильм «Случайный вальс» завоевал главный приз кинофестиваля в Локарно — «Золотой леопард».
С 1993 года на некоторое время ушла из игрового кино. Снимала для канала «Культура» фильмы о деятелях искусства.
В 2008 году её фильм «Лучшее время года» участвовал в конкурсной программе II-го Международного кинофестиваль «Зеркало» имени Андрея Тарковского.
В 2010 году картина Светланы Проскуриной «Перемирие» завоевала главный приз 21-го кинофестиваля «Кинотавр».

## Личная жизнь
Была замужем за актёром Виктором Проскуриным (1952—2020)

## Признание и награды
- 1990 — главный приз «Золотой леопард[итал.]»  на кинофестивале в Локарно за фильм «Случайный вальс»[1][5]
- 1990 — Гран-при «Чёрная пантера» Международного кинофестиваля в Марселе за фильм «Случайный вальс»[1]
- 1992 — Фильм «Отражение в зеркале» участвовал в программе «Двухнедельник режиссёров» на Каннском кинофестивале[1][6]
- 2004 — Фильм «Удалённый доступ» участвовал в конкурсной программе Венецианского кинофестиваля[1]
- 2010 — Главный приз 21-го кинофестиваля «Кинотавр» за фильм «Перемирие»[2]

## Творчество

### Кинорежиссёр
Художественные фильмы
- 1986 — Детская площадка
- 1989 — Случайный вальс
- 1992 — Отражение в зеркале
- 2004 — Удалённый доступ
- 2007 — Лучшее время года
- 2010 — Перемирие
- 2013 — До свидания, мама
- 2019 — Воскресенье
- 2023 — Первая любовь

Короткометражные фильмы
- 1981 — Родительский день

Документальные фильмы
- 1997 — Михаил Шемякин. В погоне за чистым временем
- 1997 — Эрнст Неизвестный. Диалоги
- 2022 — Виктор Проскурин. Бытие определяет страдание

#### Сценарист
- 2003 — Русский ковчег
- 2004 — Удалённый доступ
- 2022 — Виктор Проскурин. Бытие определяет страдание